# Cosecha de heno en Éragny
Cosecha de heno en Éragny es un cuadro pintado en 1901 por el impresionista francés Camille Pissarro, describiendo la cosecha de heno en la comuna de Éragny-sur-Epte, en Francia.
En diciembre de 1884, Pisarro y su familia se mudaron de su residencia cerca de Pontoise a Éragny, donde viviría hasta su muerte en 1903. El cuidado con el que Pisarro compone las figuras de las trabajadoras crea un ritmo equilibrado de formas atravesando la composición.
El cuadro fue adquirido en 1946 por la Galería Nacional de Canadá, donde se exhibe actualmente. 